# 鼻笛-口腔驅動型
鼻笛-口腔驅動型（Nose flute/ Nose whistle （页面存档备份，存于）），又作鼻哨笛。結構單純、體型小巧，以「邊棱效應」發聲。

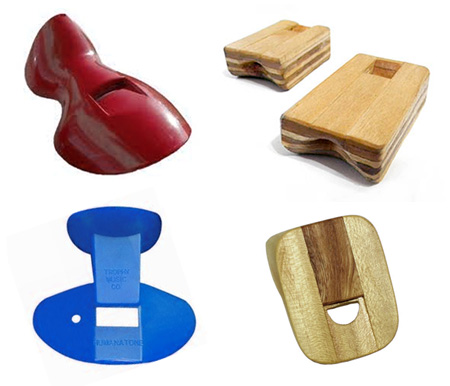
口腔驅動型鼻笛

口腔驅動型鼻笛由鼻腔吹奏，主要特色為藉由改變口腔容積以演奏各音高與旋律，有別於多數民族傳統鼻笛須以指法改變音高。

## 歷史
最初來由紛說而難以考證，但已知第一個現代化的金屬鼻笛，是由William Carter於1891年11月19日提出申請專利，1892年6月14日登記獲得專利。 （页面存档备份，存于）

1904年，美國的James John Stivers將他設計的鼻笛以「HUMANATONE」為品牌，是現今最大規模量產、鋪貨的塑膠鼻笛；在德語系國家，則常見有天鵝標幟的塑膠鼻笛。

## 結構
口腔驅動型鼻笛為結構最精簡的吹奏樂器之一，常見為木製，也有以陶、塑膠、金屬等材料製作 （页面存档备份，存于），主要分為：
- 吹孔：用鼻吹奏處，通常會製造成符合鼻子弧度的型狀(以鞍狀居多)；除了舒適感的考量外，更具備集中氣流之功能。
- 風道：長約2至3公分，通常會依伯努利定律設計為上寬下窄，增加氣息流出的速度與壓力。
- 出音孔：產生「邊稜音」之主要結構，口腔驅動型鼻笛並沒有「笛腔」，因此笛身正反面可見出音孔相通之結構。

## 演奏方式
- 持笛方式
  - 單手持笛：左右手均可，以穩固鼻笛兩側為主，手勢持法不拘。
  - 以繩、巾或其他材料，將鼻笛固定於面部，雙手演奏其他樂器。
- 發聲：鼻孔就吹口吹氣，以嘴唇輕觸笛身背面之歌口，以口腔取代笛腔。
- 演奏旋律：改變口腔空間，或控制舌頭改變口腔空間，口腔空間較小，音高較高，口腔空間較大，音高較低。
- 斷音技巧：舌斷、花舌等技巧會影響音準，宜使用喉斷等不影響口腔運作的技巧斷音。
- 音域：約3個八度，視乎歌口大小而定。

演奏方式示範─英文 （页面存档备份，存于）

演奏方式示範─日文 （页面存档备份，存于）

## 優點與特色
- 直覺性：透過口腔容積改變音高，不必記憶指法。
- 歌唱性：能任意演奏出音域內之所有音高，可奏滑音與連續音，適合表現情緒與柔美的旋律。
- 模仿性：能表現各種節奏、語氣，常被用做模仿鳥鳴之用。
- 無須調音：音高取決於演奏者的操控與音感，因此樂器本身不會有走音問題。
- 故障性低、保養方便：結構單純，幾乎不會發生機械性故障；且因風道短，鮮有水氣凝結、堵塞等問題。
- 體積小巧：約掌心大小，適合隨身攜帶。

## 限制
- 圓滑奏(slur)的技術性：圓滑奏中經過泛音列時會或會奏出不需要之泛音，必須以技巧控制。
- 音準：因無按鍵、把位，音準的掌握極度仰賴演奏者的音感與聽力。

## 演奏家
(部分演奏者以匿稱活躍，故無登錄本名)
- モスリン(Mosurin) （页面存档备份，存于）(職業演奏家)─日本
- 平澤翔─日本
- Tanioka （页面存档备份，存于）─日本
- heita3 （页面存档备份，存于）(特色蔬菜演奏)─日本
- 陳章裕 （页面存档备份，存于）─台灣
- 邱舜平 （页面存档备份，存于）─台灣
- noseflutejob （页面存档备份，存于）─荷蘭
- UkeHeidi （页面存档备份，存于）─法國
- NoseFluter （页面存档备份，存于）─英國
- Kentucky T Dutchersmith （页面存档备份，存于）

## 製笛師/製造商
- 邱舜平 （页面存档备份，存于）─台灣 台北市(台灣首位製笛師)
- 陳章裕 （页面存档备份，存于）─台灣 彰化市(3D Designed and Printed)
- 邦夫堅田(Kunio Katada) （页面存档备份，存于）─日本 東京
- 佳苗宮崎(こまつか苗／KomatsukaNae) （页面存档备份，存于）─日本 大阪
- フラット沼 （页面存档备份，存于）─日本 埼玉県吾野
- 竹ちゃんマン （页面存档备份，存于）─日本 所沢
- フカミンさん （页面存档备份，存于）─日本 東京
- 水野勝雄 （页面存档备份，存于）─日本 埼玉県坂戸
- Susumu Noda}─日本 東京
- Ise Association （页面存档备份，存于）─日本
- Morinotami & Akio Takamura
- Cornelius Degen （页面存档备份，存于）─德國
- Karl Wigert （页面存档备份，存于）─瑞士 烏斯特
- Maikel Mei （页面存档备份，存于）─荷蘭 阿姆斯特丹
- DonLuis
- HUMANATONE─美國
- BOCARINA （页面存档备份，存于）─南非